# Joan A. Steitz
Pour les articles homonymes, voir Steitz.
Joan Elaine Argetsinger Steitz , née le 26 janvier 1941, est une biochimiste et biologiste moléculaire américaine. Elle enseigne et dirige ses recherches à l'université Yale et au Howard Hughes Medical Institute. Elle est connue pour ses recherches pionnières sur l'acide ribonucléique, notamment sur la façon dont les ribosomes interagissent avec les acides ribonucléiques messagers chez les eucaryotes.
Elle est membre de l'Académie nationale des sciences depuis 1983et elle a reçu la National Medal of Science la même année. Elle a reçu le prix L'Oréal-Unesco pour les femmes et la science en 2001 pour l'étude des mécanismes de l’expression des gènes qui ont ouvert la voie au diagnostic des maladies autoimmunes. Elle a également reçu le prix Gairdner en 2006et elle est membre étranger de la Royal Society depuis 2014.